# Cynthia Johnson

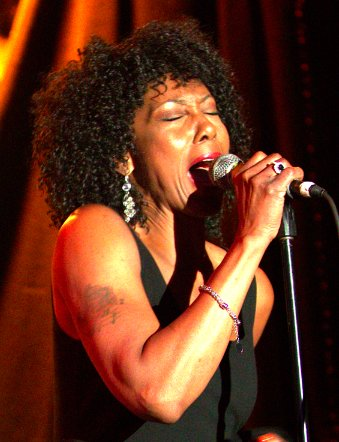
Cynthia Johnson (2013)

Cynthia Johnson (* 22. April 1956 in Saint Paul, Minnesota) ist eine US-amerikanische Sängerin, Songwriterin, Produzentin und Schauspielerin, die mit dem weltweiten Disco-Hit Funkytown bekannt wurde.

## Musikalische Karriere
Bevor Cynthia Johnson als Leadsängerin von Lipps, Inc. in Erscheinung trat, gewann sie 1976 bereits den Titel 'Miss Black Minnesota' und erreichte lokale Bekanntheit als Leadsängerin der populären Minneapolis Band 'Flyte Tyme'. Kurz nachdem sie sich von Flyte Tyme trennte (welche sich kurz danach in die Band The Time des US-amerikanischen Künstlers Prince verwandelte) toppte sie mit dem Song Funkytown die Charts in 28 Ländern weltweit (u. a. in USA, Deutschland, Holland, Australien, Kanada, Frankreich), mehr als jeder andere Song zuvor. Bis heute wurde der Song mehr als 35 Millionen Mal verkauft. Bis 1983 nahm sie insgesamt drei Alben unter dem Namen Lipps, Inc. auf.
In den darauf folgenden Jahren arbeitete sie mit Künstlern wie Aretha Franklin, Maceo Parker und Tina Turner zusammen, wirkte auf zahlreichen Motown Alben mit, arbeitete mit Jimmy Jam and Terry Lewis (multi-Grammy Winning Songwriter- und Produzenten-Team) zusammen, und blieb weiterhin Mitglied des Gospel-Chors 'Sounds of Blackness' (dreimaliger Grammy-Gewinner), dessen Mitglied sie bereits seit 1974 war.
2013 brachte sie ihr erstes Album "All That I Am" unter ihrem eigenen Namen auf den Markt (unter dem unabhängigen Record Label Megabien Music, welches der Firma Megabien Entertainment gehört).

## Diskografie

### Solo-Alben / Lead-Sängerin
- 2013 All That I Am – Main Vocals, Songwriter, Producer
- 2003 Funkytown – Lipps, Inc. – Lead Vocals, Songwriter, Composer
- 1992 Funkyworld – Lipps, Inc. – Lead Vocals
- 1981 Designer Music – Lipps, Inc. – Lead Vocals, Songwriter
- 1980 Pucker Up – Lipps, Inc. – Lead Vocals
- 1979 Mouth to Mouth – Lipps, Inc. – Lead Vocals[4]

### Andere Mitwirkungen
- 2013 Purple Snow, Forecasting the Minneapolis Sound – Lead Vocals, Songwriter (1970s recording on compilation)
- 2013 He's Faithful – James Pullin & Remnant – Vocals (Soprano)
- 2012 Nothing But a Breeze/A Touch on the Rainy Side – Jesse Winchester – Choir/Chorus
- 2012 Natchez Trace – Kevin Bowe – Vocal Harmony
- 2011 Sounds of Blackness – Sounds of Blackness – Alto (Vocals), Group Member, Vocals
- 2011 Hope One Mile – G.B. Leighton – Vocal Harmony
- 2010 Chinese Whispers – Alison Scott – Vocals (Background)
- 2010 Life's a Party: the Best of In Between – Primary Artist
- 2007 Between Saturday Night and Sunday Morning – Mick Sterling – Main Personnel, Vocals, Vocals (Background)
- 2007 Kings and Queens: Message from the Movement – Sounds of Blackness – Alto (Vocals)
- 2007 The One Who's Leavin' – Doug Spartz – Vocals (Background)
- 2006 Overflow – Kevin Davidson – Banjo
- 2006 I'll Play All Night Long – John McAndrew – Vocals (Background)
- 2005 In the Fellowship – Patrick Lundy – Tenor (Vocal)
- 2005 Right About Love – Reneé Austin – Main Personnel, Vocal Harmony, Vocals (Background)
- 2005 School's In! – Maceo Parker – Vocals (Background)
- 2005 Unity – Sounds of Blackness – Alto (Vocals), Primary Artist, Vocals
- 2005 Unity [2005] – Unity – Alto (Vocals), Primary Artist, Vocals
- 2004 Deliverance – Shane Henry – Vocals (Background)
- 2003 Angels on the Freeway – Kevin Bowe – Vocals
- 2003 Cross N Water – Ford – Vocals, Vocals (Background)
- 2003 David Young – David Young – Vocals (Background)
- 2003 Made by Maceo – Maceo Parker – Vocals (Background)
- 2003 Sweet Talk – Reneé Austin – Vocals (Background)
- 2002 Solid Gold Funk – Vocals
- 2002 Soul Symphony – Sounds of Blackness – Alto (Vocals)
- 1999 Billboard Top Dance Hits: 1976–1980 – Saxophone, Vocals
- 1999 Loud Guitars, Big Suspicions – Shannon Curfman – Vocals (Background)
- 1998 Lonnie Hunter & The Voices of St. Mark – Lonnie Hunter – Alto (Vocals)
- 1998 Lost in the Blues – Doug Maynard – Vocals (Background)
- 1998 River of Song: A Musical Journey Down the Mississippi – Producer
- 1988 When the Lights Go Out – Pia Zadora – Vocals (Background)
- 1988 Just Like That – Brownmark – Vocals (Background)
- 1988 Personal & Attention – Stacy Lattisaw – Vocals (Background)
- 1988 Omaiyo – Robin Adnan Anders – Vocals
- 1996 Best of the Singer's Voice – Performer, Primary Artist
- 1996 Greatest Hits – Georgia Mass Choir – Choir/Chorus
- 1995 It Must Be Christmas – Debbie Duncan – Choir/Chorus, Vocals
- 1994 African-American Music in Minnesota – Vocals
- 1993 Here It Is – Jevetta Steele – Vocals (Background)
- 1991 Imperial Bells of China – Hubei Song & Dance Ensemble – Photography
- 1991 Here It Is – Jevetta Steele – Vocals (Background)
- 1990 The Brojos – The Brojos – Rap, Vocals (Background)
- 1990 I Am – Elisa Fiorillo – Vocals (Background)
- 1988 Carry On, Vol. 2 – Ipso Facto – Vocals
- 1987 Kiss Serious – Chico DeBarge – Vocals (Background)
- 1980 Billboard Top Dance Hits: 1980 – Saxophone, Vocals
- 1978 A Touch on the Rainy Side – Jesse Winchester – Choir/Chorus[5]